# Alain Bombard

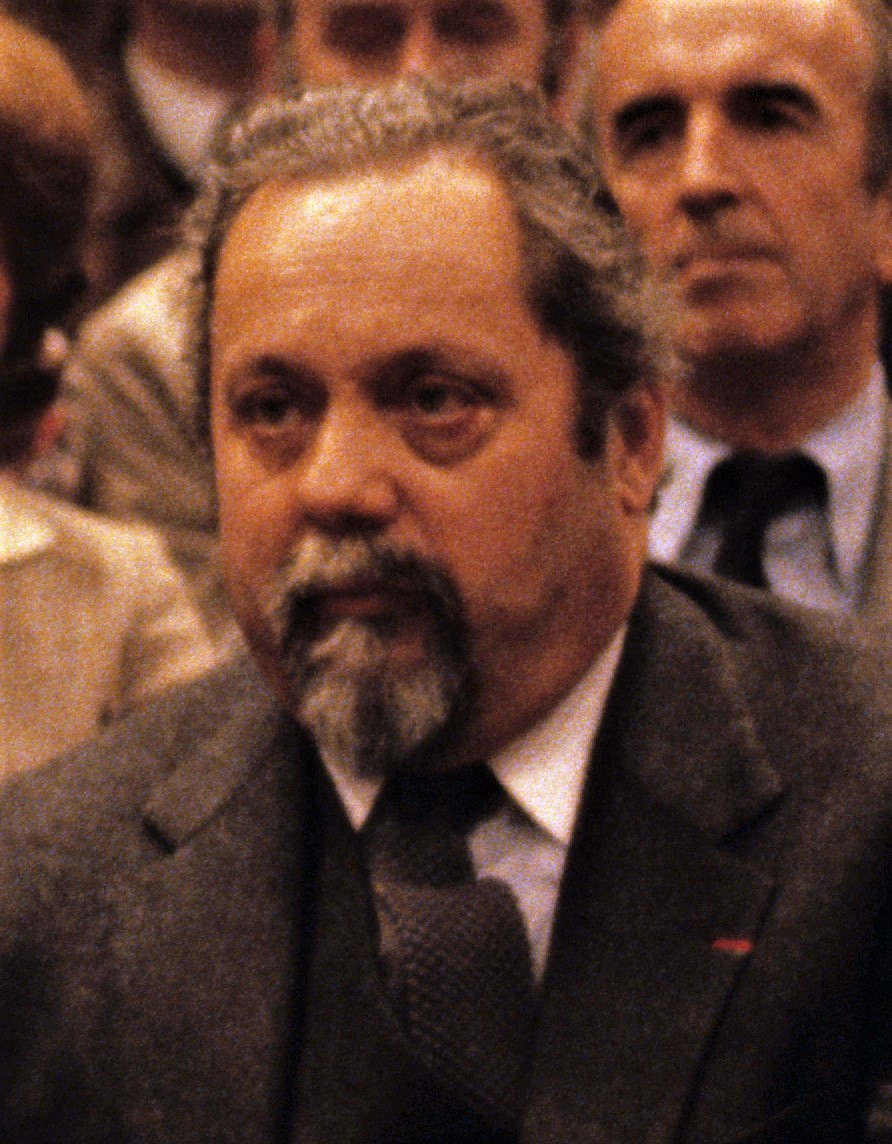
Alain Bombard, 1981

Alain Bombard (* 27. Oktober 1924 in Paris; † 19. Juli 2005 in Toulon) war ein französischer Arzt, Biologe und Umweltpolitiker der Parti socialiste. Er war von 1981 bis 1994 Mitglied des Europäischen Parlaments.

## Leben
Alain Bombard wurde vor allem bekannt durch seine medizinisch-technischen Untersuchungen zur Möglichkeit des Überlebens von Schiffbrüchigen in den 1950er Jahren, die teilweise auf spektakulären Selbstversuchen beruhen. Ab Juli 1952 segelte er von Monaco nach Gran Canaria und von dort in 65 Tagen über den Atlantik, angeblich ohne Trinkwasser und Lebensmittel mitzuführen. Nach eigenen Angaben ernährte er sich unterwegs nur von (geringen Mengen) Meerwasser und Meerestieren, vor allem Fischen, deren ausgepresste Flüssigkeit er als Trinkwasser genutzt habe. Er kam am 23. Dezember auf Barbados an. Bombard verlor auf der Reise ca. 25 kg Gewicht und litt später an Wirbelsäulenbeschwerden, die auf seine Ozeanfahrt zurückgeführt wurden.
Bombards Selbstversuch wurde wenige Jahre später durch Hannes Lindemann angefochten. Lindemann gelang es nicht, Bombards Selbstversuch zu wiederholen, stattdessen benötigte er zum Überleben Regenwasser als Trinkwasser; er behauptete deshalb später, Bombard habe tatsächlich Süßwasser mit an Bord genommen und getrunken und sei außerdem auf dem Atlantik heimlich mit Lebensmitteln versorgt worden. Lindemanns von Bombard abweichende Ergebnisse nutzte die Weltgesundheitsorganisation für ihre Ratschläge für die Seefahrt.
Bombard propagierte außerdem das Mitführen von Schlauchbooten auf Schiffen anstelle der bisher üblichen hölzernen Rettungsboote.
Bombard wurde später in der Umweltpolitik aktiv. Im Jahr 1981 war er einen Monat lang als Staatssekretär im Umweltministerium Mitglied der französischen Regierung (Kabinett Mauroy). Außerdem war er von 1981 bis 1994 Abgeordneter im Europäischen Parlament, wo er in der Sozialdemokratischen Fraktion saß. Dort war er Mitglied im Ausschuss für Umweltfragen, Volksgesundheit und Verbraucherschutz sowie stellvertretender Vorsitzender der Delegation für die Beziehungen zu der Volksrepublik China (1984–89) bzw. der Delegation für die Beziehungen zu Australien und Neuseeland (1989–94).

## Werke
- Naufragé volontaire, Paris, 1953. Deutsch: Im Schlauchboot über den Atlantik. Deutsche Buchgemeinschaft, Berlin, Darmstadt 1953
- Rapport technique de l’expérience de survie prolongée en mer à bord de l’Hérétique en 1952. Paris 1954